# Duke-klassen
Duke-klassen (også kaldt Type 23) er en fregatklasse af orlogsskibe bygget til Royal Navy. Alle skibene er navngivet efter britiske hertuger. Den første enhed i klassen hejste kommando i 1989 og den sidste, HMS St. Albans (F83) i juni 2002. Kombinationen af en Merlin helikopter og skibenes avancerede antiubådsudstyr og sonarer gør klassen yderst velegnet til antiubådskrigsførelse, hvilket de da også er designet til.

## Design

### Rolle
Da konceptet om Duke-klassen blev undfanget i 1970'erne, var tankerne på en let antiubådsfregat der skulle kunne tage en eventuel kamp op mod sovjetiske atomubåde i Nordatlanten. Type 23 skulle erstatte Leander-klassen der var bygget i 1960'erne samt Type 21 fregatterne som hjørnestenen i flådens antiubådsstyrke. Selvom klassen ikke skulle erstatte Broadsword-klassen, betød budgetnedskæringer at den sidste enhed, HMS St Albans kom til at erstatte HMS Coventry, der var en Broadsword-klasse fregat.
Klassen blev udstyret med et Towed Array Sonar System til at øge chancerne for at detektere sovjetiske ubåde i nordatlanten, derudover kan skibene medbringe en Westland Lynx eller en AW101 Merlin helikopter til at angribe fjendtlige ubåde hvis nødvendigt. Oprindeligt var det tænkt at fregatterne ikke skulle bevæbnes med defensive våben. I stedet skulle det verticalt affyrede Sea Wolf system monteres på forsyningsskibene af Fort Victoria-klassen, som skulle følge med en styrke af Duke-fregatter, og typisk ville kunne understøtte op til fire enheder. Fort Victoria-klassen skulle desuden huse værkstedsfaciliteterne til styrkens helikoptere, da skibene selv kun ville have brændstof- og våbenfaciliteter til helikopterne.

### Udvikling
Erfaringerne fra Falklandskrigen betød at skibenes kompleksitet og størrelse øgedes for således at gøre plads til blandt andet Sea Wolf VLS samt et ekstra ildledelsesradar til at forsvare mod lavtflyvende og sea skimmende antiskibsmissiler såsom eksempelvis Exocet-missilet. Med tilføjelsen af Harpoon missilet samt en kanon beregnet til ildstøtte til landoperationer betød det at Type 23 havde udviklet sig fra en primær ASW-enhed til en multirollefregat med kapaciteter i alle slags krigsførelser. Desuden introducerede man med klassens udvikling et antal nyere teknologier i Royal Navy såsom stealth teknologi, øget automatisering (hvilket mindsker behovet for bemanding), dieselelektrisk fremdrivning, VLS-teknologi og et yderst integreret kampinformationssystem.
Det vertikalt affyrede Sea Wolf luftforsvarsmissil blev designet til Type 23. I modsætning til det konventionelt affyrede Sea Wolf-system bliver missilet affyret vertikalt op over skibenes overbygning hvorefter missilet drejer mod truslen og flyver direkte i mod det. Derfor har skibene ikke ikke længere de konventionelle missilers "døde vinkler" hvor eksempelvis et skibs overbygning er i vejen for missilet.
HMS Norfolk (F230) var det første skib der indgik i tjenesten, den 1. juni 1990. Skibet havde kostet 135,449 millioner pund, de efterfølgende skibe kostede mellem 60 og 96 millioner pund.

## Nomenklatur
Selvom Type 23 officielt bliver benævnt Duke-klassen og et antal af skibene er navngivet efter berømte navne såsom HMS Iron Duke, (som også var navnet på slagskibet HMS Iron Duke (1912), admiral Jellicoe's flagskib under søslaget ved Jylland), er fem af navnene tidligere blevet brugt på County-klassen: Kent og Norfolk blev både givet til 1960'ernes destroyere af County-klassen samt de svære krydserne af County-klassen fra 2. verdenskrig. Monmouth, Lancaster, Kent og Argyll genbrugte navnene fra Monmoth-klassen – Panserkrydsere fra 1. verdenskrig. Brugen af hertugdømmer og Fylker brød helt med en tradition for en alfabetisk navngivning af orlogsskibe i Royal Navy som havde kørt ubrudt (dog ikke uden undtagelser) siden destroyerene af Laforey-klassen til Daring-klassen (1949) og Amazon-klassen (Type 21, 1972-75) og fortsatte med B- og C-navne for det meste af Broadsword-klassen. Den nye Daring-klasse har siden fulgt traditionen.

## Skibe i klassen
| Pnt. | Navn           | Kølen lagt        | Søsat             | Indgået            | Navngivet af             | Skæbne                                                           | Kaldesignal |
| ---- | -------------- | ----------------- | ----------------- | ------------------ | ------------------------ | ---------------------------------------------------------------- | ----------- |
| F230 | Norfolk        | 14. december 1985 | 10. juli 1987     | 1. juni 1990       | Prinsesse Margaret       | Solgt til Chile 22. november 2006 som Almirante Cochrane (FF-05) | GAAN        |
| F231 | Argyll         | 20. marts 1987    | 8. april 1989     | 31. maj 1991       | Lady Levene              | Solgt til Chile i 2008 som Almirante Condell FF-06               | GACG        |
| F229 | Lancaster      | 18. december 1987 | 24. maj 1990      | 1. maj 1992        | Hertuginden af Lancaster | Operativ                                                         | GACH        |
| F233 | Marlborough    | 22. oktober 1987  | 21. januar 1989   | 14. juni 1991      | -                        | Operativ                                                         | GACJ        |
| F234 | Iron Duke      | 12. december 1988 | 2. marts 1991     | 20. maj 1993       | Lady King                | Operativ                                                         | GCOB        |
| F235 | Monmouth       | 1. juni 1989      | 23. november 1991 | 24. september 1993 | Lady Eaton               | Operativ                                                         | GCOC        |
| F236 | Montrose       | 1. november 1989  | 31. juli 1992     | 2. juni 1994       | Mrs. Rifkin              | Operativ                                                         | GCOD        |
| F237 | Westminster    | 18. januar 1991   | 4. februar 1992   | 13. maj 1994       | Lady Livesay             | Operativ                                                         | GCOK        |
| F238 | Northumberland | 4. april 1991     | 4. april 1992     | 29. november 1994  | Lady Kerr                | Operativ                                                         | GCOH        |
| F239 | Richmond       | 16. februar 1992  | 6. april 1993     | 22. juni 1995      | Lady Hill-Norton         | Operativ                                                         | GCOJ        |
| F82  | Somerset       | 12. oktober 1992  | 25. juni 1994     | 20. september 1996 | Lady Layard              | Operativ                                                         | GDIP        |
| F80  | Grafton        | 13. maj 1993      | 5. november 1994  | 29. maj 1997       | Lady Abbott              | Solgt til Chile 28. marts 2007 som Almirante Lynch FF-07         | GCOY        |
| F81  | Sutherland     | 14. oktober 1993  | 9. marts 1996     | 4. juli 1997       | Lady Walmsley            | Operativ                                                         | GCOZ        |
| F78  | Kent           | 16. april 1997    | 27. maj 1998      | 8. juni 2000       | Prinsesse Alexandra      | Operativ                                                         | GDIR        |
| F79  | Portland       | 14. januar 1998   | 15. maj 1999      | 3. maj 2001        | Lady Brigstocke          | Operativ                                                         | GDIS        |
| F83  | St. Albans     | 18. april 1999    | 6. maj 2000       | 6. juni 2002       | Lady Essenhigh           | Operativ                                                         | GDIT        |